# Пруш
Пруш (алб. Prush) је насељено место у општини Тропоја у округу Кукеш, Албанија. Према попису из 1989. године било је 410 становника.
Пруш су једно од насеља племена Битићи.